# Bomb Girls
Bomb Girls ou Des femmes et des bombes au Québec est une série télévisée canadienne créée par Michael MacLennan et Adrienne Mitchell, et diffusée entre le 4 janvier 2012 et le 23 avril 2013 sur le réseau Global. Un téléfilm de deux heures diffusé le 27 mars 2014 boucle la série. Aux États-Unis, elle a été diffusée à partir du 11 septembre 2012 sur ReelzChannel.
Au Québec, la série est diffusée depuis le 30 août 2012 sur AddikTV et en France depuis le 12 décembre 2012 sur Chérie 25.

## Synopsis
La série suit l'histoire de quatre femmes travaillant dans les usines d'armement canadiennes durant la Seconde Guerre mondiale.

## Distribution

### Actrices principales
- Meg Tilly (VQ : Camille Cyr-Desmarais) : Lorna Corbett
- Jodi Balfour (VQ : Catherine Proulx-Lemay) : Gladys Witham
- Ali Liebert (VQ : Pascale Montreuil) : Betty McRae
- Charlotte Hegele (en) (VQ : Laurence Dauphinais) : Kate Andrews

### Acteurs secondaires
- Anastasia Phillips (en) : Vera Burr
- Antonio Cupo (en) : Marco Moretti
- Sebastian Pigott : James Dunn, fiancé de Gladys
- Peter Outerbridge : Bob Corbett, mari de Lorna
- Lisa Norton : Edith
- Brittany Allen : Hazel
- Carlyn Burchell : Carol
- Billy MacLellan : Archie
- Jim Codrington : Leon Riley
- James McGowan : Rollie Witham, père de Gladys
- Kate Hennig (en) : Adele Witham, mère de Gladys

 Source et légende : version québécoise (VQ) sur Doublage.qc.ca

## Production
La première saison a été tournée à Toronto du 12 septembre au 16 novembre 2011. Elle est produite par les sociétés Muse Entertainment (en) et Back Alley Film Productions (en), et distribuée par Shaw Media au Canada et Muse Distribution International à l'international.

## Épisodes

### Première saison (2012)
1. Effort de guerre (Jumping Tracks)
2. Produits défectueux (Misfires)
3. Question de confiance (How You Trust)
4. Mille et une bombes (Bringing Up Bombshell)
5. Armistice (Armstice)
6. Effet de surprise (Elements of Surprise)

### Deuxième saison (2013)
Le 7 février 2012, Shaw Media a renouvelé la série pour une deuxième saison de douze épisodes diffusée en deux parties : du mercredi 2 janvier au 6 février 2013, puis du lundi 25 mars au 29 avril 2013.
1. Réflexion (The Quickening)
2. Roses rouges (Roses Red)
3. L'ennemi est parmi nous (The Enemy Within)
4. Invitées d'honneur (Guests of Honor)
5. Livrer bataille (The Harder We Fight)
6. Il n'y a pas de fumée (Where There's Smoke)
7. Ligne partagée (Party Line)
8. La Cinquième colonne (Fifth Column)
9. Férocité (Something Fierce)
10. Le Foxtrot de Roméo (Romeo Foxtrot)
11. Rois et pions (Kings and Pawns)
12. Liens de sang (Blood Relations)

### Téléfilm:Facing the Enemy
Le 22 avril 2013, Shaw Media a annoncé que la série se terminera avec un téléfilm de deux heures qui sera diffusé en début d'année 2014. Le tournage a eu lieu du 30 octobre au 20 novembre 2013 et a été diffusé le 27 mars 2014.

## Accueil
La diffusion du pilote a attiré 1,487 millions de téléspectateurs, le deuxième 1,153 millions et le troisième, 1,103 millions. Les trois autres épisode de la première saison n'ont pas fait le Top 30 hebdomadaire des audiences.
Le premier épisode de la deuxième saison a attiré 1,126 millions de téléspectateurs, mais aucun épisode subséquent n'a fait le Top 30.